# Wiki-PR
Wiki-PR es una firma de consultoría que anteriormente comercializaba la capacidad de editar Wikipedia "... directamente editando su página usando nuestra red de editores y administradores de Wikipedia establecidos."  Fue entonces prohibida, incluyendo a todos sus empleados, contratistas y dueños, por la comunidad de Wikipedia por realizar ediciones no éticas. A pesar de la prohibición, la firma comercializa todavía (a partir de mayo de 2018)  su capacidad para asesorar a los clientes sobre la manera de interactuar con la comunidad de Wikipedia y los sistemas de posicionamiento automático del motor para búsquedas de Google.
La compañía ganó la atención de los medios de comunicación en 2013 después de que una investigación relacionó a cuentas títere con la compañía, dando como resultado que más de 250 cuentas de usuario de Wikipedia fueran bloqueadas o prohibidas. La Fundación Wikimedia cambió sus condiciones de uso como consecuencia de la investigación, requiriendo a cualquiera que sea pagado por realizar ediciones en Wikipedia a revelar abiertamente sus afiliaciones.

## Compañía
Wiki-PR fue creada en 2010 por Darius Fisher, su actual jefe de operaciones, y Jordan French, su director ejecutivo actual. Se ha confirmado que entre sus clientes se incluían Priceline y Emad Rahim, y se sospecha que también estaba Viacom, entre muchos otros. La compañía afirmaba tener acceso de administrador (bibliotecario en la Wikipedia en español) en Wikipedia, lo que le permitía administrar la presencia en Wikipedia de más de 12,000 clientes. También se informó que Wiki-PR utilizaba campañas de "marketing de email agresivo" para captar nuevos clientes.

## Investigación y reacción de la compañía
Una investigación de cuentas títere en Wikipedia, que comenzó en 2012, implicó a centenares de cuentas. La participación de Wiki-PR fue confirmada después de que cuatro clientes de esta compañía hablaran anónimamente con el periodista del The Daily Dot, Simon Owens, y dos más, Priceline.com y Emad Rahim, hablaran con el periodista de Vice, Martin Robbins. Además de violar las reglas en contra de las cuentas títere, Wiki-PR violó reglas fundamentales de edición, como citar datos e información que estaban arraigados en "business content farms" (páginas de internet que contienen información de baja calidad sobre una empresa determinada, pero en gran cantidad, con el único fin de mejorar la posición en que la misma aparecerá en los distintos motores de búsqueda) y varios otros sitios web que aceptan contribuciones de cualquier usuario de Internet sin necesidad de aportación de fuentes, referencias, etc., como fuentes legítimas para elaborar entradas de Wikipedia, creando artificialmente una impresión de credibilidad. Los mismos sitios web fueron utilizados repetidamente, y su presencia en varios artículos de Wikipedia ayudaron a los investigadores a identificar artículos que la compañía había utilizado.
La investigación llevó a la comunidad de Wikipedia a bloquear cientos de cuentas de editores pagados que se cree están relacionadas con Wiki-PR que habían editado en contra de las normas de Wikipedia.
En 2014 el New York Times describió el método de Wiki-PR de esta manera:

(Wiki-PR) utiliza mucha gente, con diferentes identidades, para editar páginas de los clientes que le pagan y para administrar esas páginas. Las (cuentas) títeres pagadas están listas para lanzarse sobre las ediciones que no se adhieren a la visión del cliente.

En The Wall Street Journal, French declaró que Wiki-PR es una empresa de investigación y escritura, que asesora clientes sobre "cómo adherirse a las reglas de Wikipedia." French declaró que su trabajo remunerado es parte del "tejido" de Wikipedia, que complementa el trabajo de los voluntarios no pagados. También reconoció que Wiki-PR a veces había hecho "malas llamadas" sobre la notoriedad de los artículos.  También declaró que "pagamos a centenares de otros editores por su trabajo— son personas reales y no títeres."  En cambio, tal como informó International Business Times, Wiki-PR había participado en "meatpuppetry" — una práctica en la que editores animan ilegítimamente a otros individuos para editar en apoyo de su posición — además de plantar artículos en línea para probar y falsificar mejor el potencial de notoriedad de sus clientes.

## Reacción de Wikipedia y Wikimedia
A partir del 25 de octubre de 2013, Wiki-PR, incluidos todos sus empleados, contratistas y propietarios, fueron excluidos de Wikipedia. Sue Gardner, directora ejecutiva de la Fundación Wikimedia en esa época, declaró que la Fundación  "exploraba nuestras opciones".  El 19 de noviembre de 2013, la firma legal de Wikimedia, Cooley LLP, envío un correo electrónico con una carta de cese y desistimiento a Wiki-PR. French dijo a The Guardian que Wiki-PR "está trabajando con la Fundación Wikimedia y su consejo para arreglar esto" y esperaba tener mayor información en el lapso de una semana. La Fundación Wikimedia reconoció la comunicación con Wiki-PR, pero rehusó cualquier implicación de que se estuvieran negociando con Wiki-PR, señalando que si la referida compañía quería seguir editando debería volver a la comunidad de Wikipedia.

En junio de 2014, la Fundación Wikimedia actualizó sus condiciones de uso, prohibiendo la edición pagada no divulgada y exigiendo que los editores pagados revelen su afiliación. El blog anunciando el cambio afirmó que "la edición de promoción pagada no divulgada es una práctica de sombrero negro (black hat es un término para referirse a prácticas con intenciones maliciosas o delictivas en una red informática) que puede poner en peligro la confianza de los voluntarios y los lectores de Wikimedia. Tenemos serias preocupaciones sobre la forma en que dicha edición afecta a la neutralidad y a la fiabilidad de Wikipedia." Más tarde, en 2014, una serie de grandes empresas de relaciones públicas comprometieron a seguir las nuevas pautas de Wikipedia.